# カルガリー (フリゲート)
カルガリー（HMCS Calgary, FFH 335）は、カナダ海軍のフリゲート。カナダ哨戒フリゲート計画により建造されたハリファックス級フリゲートの6番艦で、1995年に就役した。

## 概要
カナダ海軍の太平洋海上軍（MARPAC）に配備されており、エスクィマルト基地を母港とする。
カナダ海軍の同名の艦艇としては、第二次世界大戦中に就役したフラワー級コルベット「カルガリー」（HMCS Calgary, K231）に続いて2隻目である。

## 艦歴
ケベック州ローゾンのMIL デイビー造船ローゾン造船所で1991年6月15日に起工され、1992年8月28日に進水、その後、1995年5月12日に就役した。
1995年7月10日、イラク制裁を強化するための戦力の一部としてペルシャ湾に展開した。帰路の途上で、沈没したばら積み貨物船Mount Olympusを救援、乗組員30名全員をヘリコプターで救助、貨物船Rodopiへ移乗した。12月22日、エスクィマルト基地に帰投した。
1999年、ディーゼル発電機が1基故障した状態であったが、米豪合同軍事演習「タンデムスラスト」にカナダ軍として初めて参加した。
2000年、イラク制裁を強化する戦力の一部として、再びペルシャ湾に展開した。
2011年6月6日、18ヵ月間かけてHCM/FELEX（Halifax Class modernisation programme / frigate life extension）計画に基づいた中間寿命改修および近代化を行うため、シースパン・マリン・コーポレーションのビクトリア造船所に引き渡された。2012年6月1日、カナダ海軍に戻り、2013年秋期まで海上試験が実施された。
2014年6月、環太平洋合同演習（RIMPAC）に参加した。2014年のリムパックには中国海軍が初めて参加した。
2014年10月、同型艦の「ウィニペグ」（HMCS Winnipeg, FFH 338）、キングストン級哨戒艇「ブランドン」（Brandon, MM 710）および「イエローナイフ」（HMCS Yellowknife, MM 704）とともにサンフランシスコ・フリート・ウィークおよび米海軍とのタスクグループ演習（TGEX2014）に参加した。
2015年10月、同型艦の「バンクーバー」（HMCS Vancouver, FFH 331）、ヴィクトリア級潜水艦「シクティミ」（HMCS Chicoutimi, SS 879）とともに、タスクグループ演習（TGEX2015）に参加した。 
2016年6月、バンクーバー、キングストン級哨戒艇「サスカトゥーン」（HMCS Saskatoon, MM 709）およびイエローナイフとともに環太平洋合同演習に参加するため、エスクィマルト基地を出航した。
2018年10月、北朝鮮の密輸取締活動に従事し、台湾海峡を通過した。